# Zombie Nation (Film)
Zombie Nation ist ein US-amerikanischer Low-Budget-Horrorfilm aus dem Jahr 2004. Regie führte Ulli Lommel, der auch das Drehbuch schrieb. Im Jahre 2008 wurde der Film in Deutschland auch unter dem Titel Zombie Woman veröffentlicht.

## Handlung
Der ältere Officer Joe Singer, ein leidenschaftlicher, gottesfürchtiger Polizist mit schwieriger Kindheit, fährt gemeinsam mit seinem neuen, noch unerfahrenen Partner Vitalio Streife. Dabei hält der ehemalige Kriegsveteran Singer, grundlos Fahrzeuge von allein reisenden Frauen an und entführt diese gewaltsam in seine abgelegene Lagerhalle. Vitalio beobachtet das Geschehen ohne einzugreifen, da ihm sein psychopathischer Kollege vorgibt, die Verkehrssünderin lediglich an dieser Stelle freizulassen. In Wirklichkeit missbraucht er seine wehrlosen Opfer, tötet und vergräbt sie. Als sich jedoch Vermisstenmeldungen von jungen Frauen häufen, wird der junge Cop misstrauisch und vertraut sich seinem Freund Scott an, der ebenfalls im Revier tätig ist.
Scott ist zunächst fassungslos und vermutet ein Gewaltverbrechen, warnt seinen Freund jedoch besonnen an die Sache ranzugehen und erstmal stichhaltige Beweise zu sammeln, andernfalls müsse er mit Repressalien rechnen, u. a. vom Captain ihres Reviers. Aus Angst um den guten Ruf seiner Einheit, präsentiert der kritisierte Captain der Öffentlichkeit einen zufällig aufgegriffenen Mann, den man als Entführer ausgibt, ihn aber später aus Mangel an Beweisen wieder laufen lässt. Des Weiteren versetzt er Vitalio in den Innendienst und Scott zu Springer.
Drei Wochen später entführt Singer im Beisein des fassungslosen Scott die 19-jährige Romy. Mit ihr verfährt er wie mit den anderen Opfern zuvor auch und tötet sie mit einer Injektion. Was er jedoch nicht ahnt ist, dass sich die junge, aus Rumänien stammende Frau, zuvor rituellen Schutz bei einigen Voodoo-Priesterinnen geholt hat, die sie und die anderen vier Opfer bald von den Toten auferstehen lassen.
Derweil meldet Scott den Vorfall der CIA, die im Zuge ihrer Ermittlungen Joe Singer beurlaubt, sowie involvierte Kollegen um den Captain ihres Reviers suspendiert. Währenddessen rotten sich die fünf blutgierigen Frauen zusammen und beratschlagen was zu tun ist. Einige von ihnen versuchen zu ihren noch lebenden Angehörigen zurückzukehren, doch aufgrund ihrer Entstellung werden sie dort zurückgewiesen. Also beschließt man eine Art Schutzfunktion für andere auszuüben, vorher sich jedoch noch an ihren Peiniger zu rächen. Singer, der abseits seiner Arbeit als Streifenpolizist, ein eher trostloses Leben führt, wird bald vom Quintett in seinem Lagerhaus besucht und auf bestialische Weise von den Frauen getötet. Die Damentruppe verspeist ihr Opfer und wirft dessen sterbliche Überreste anschließend ins Meer, ohne jedoch zu wissen, dass aufgrund ihrer rituellen Beschwörung, auch er wieder zum Leben erwecken wird.
Sechs Monate später bekleiden die fünf Damen die nun vakanten Dienststellen im Revier 707, als am Ende des Films Joe Singer von den Toten erwacht.

## Kritiken
„‚Ulli Lommel’s ZOM-BIE-NA-TION‘ schreien die Auftakt-Credits und lassen wenig Zweifel daran, dass sich […] Ulli Lommel […] tatsächlich identifiziert mit dieser schwer verträglichen Laienspiel-No-Budget-Produktion eines in doppelter Hinsicht blutarmen Kammerspiels um einen Psychopathen mit ödipaler Zwangsneurose und seine lebendig herumplappernden Mordopfer. Schock für Genrefans, doch nicht der erhoffte.“

„Ulli Lommel neben der Spur in einem denkwürdig missratenen Horrortrashfilm.“

Zombie Nation befindet sich auf Platz 7 der IMDb-Liste der 100 schlechtesten Filme (Stand:
Dezember 2012)